# Beslut dig før det første glas
Beslut dig før det første glas er en dansk kortfilm fra 1979.

## Handling
Sommeren 1979 bød på en spirituskampagne, der primært var tænkt til de unge. "Beslut dig før det første glas" lød budskabet til billedet af et snapseglas, der balancerer på en bilnøgle. Danskerne mødte kampagnen på tv, plakater, i annoncer og en nøglering.